# Raglan (rękaw)

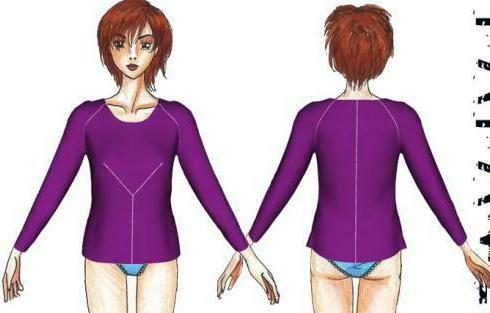
Przykład bardzo dopasowanego raglanu z dzianiny

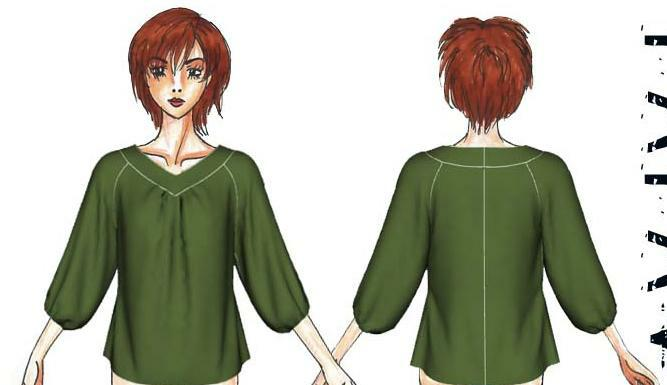
Przykład szerokiego raglanu z tkaniny

Raglan – rodzaj rękawa. Od tradycyjnego rękawa różni się tym, iż wszywany jest on do odzieży z przedłużeniem sięgającym aż do linii dekoltu. Rękaw ten stanowi więc całość z barkowymi częściami tyłu i przodu odzieży. Dzięki jego budowie z przodu oraz tyłu odzieży widoczne są ukośne szwy biegnące od dekoltu do linii pachy.
Raglan zawdzięcza swoją nazwę od nazwiska angielskiego generała lorda Raglana, który to nosił płaszcze o takim kroju rękawa. Początkowo w modzie rękawa tego używano wyłącznie w odzieży wierzchniej, dziś jest to bardzo popularny krój w odzieży sportowej.